# Grolloo
Grolloo – wieś w Holandii, w prowincji Drenthe, w gminie Aa en Hunze. W miejscowości powstał zespół muzyczny Cuby + Blizzards.